# Ейми Лий
Ейми Лин Харцлер (на английски: Amy Lynn Hartzler), родена като Ейми Лин Лий (на английски: Amy Lynn Lee) на 13 декември 1981 г. в Ривърсайд, САЩ, е съоснователка на рок групата Еванесънс заедно с китариста Бен Муди, както и нейна вокалистка (мецосопран) и пианистка.
Нейно вдъхновение са класически музиканти като Моцарт, но и съвременни изпълнители като Бьорк, Тори Еймъс, Шърли Менсън, Дани Елфман, Плъм, Депеш Мод и Нирвана.

## Биография
Баща ѝ се казва Джон Лий и е популярен радио DJ, а майка ѝ Сара Карджъл се грижи за по-малките си деца. Ейми има две сестри: Кери и Лори и трета сестра Бони, която умира от неизвестно заболяване през 1987 година. Това събитие оставя голям белег в живота на певицата, която пише за това две песни – „Hello“ от албума Fallen и „Like You“ от албума The Open Door. А през 2018 г. Ейми загубва и брат си Роби, след дълги години негова борба с епилепсия.
Семейство Лий се мести на няколко пъти в Уест Палм Бийч, Флорида, Рокфорт щат Илинойс и накрая се спира в Литъл Рок, Арканзас.
През 1994 година Бен Муди се запознава с Ейми на един летен лагер, докато тя изпълнявала песента на Meatloaf „I'd Do Anything for Love (but I Won't Do That)“. Двамата откриват, че споделят еднакъв вкус към музиката. Около месец след това изпълняват акустични версии в кафенета и книжарници в Литъл Рок.
През юни същата година създават групата Еванесънс. Първите авторски песни на Ейми са „Solitude“ и „Give Unto Me“, които присъстват в EP-то Evanescence EP през 1998 г.
Ейми взима уроци по пиано от деветгодишна, а също е пеела в училищен хор.

## Стил и мода
Запазената марка на госпожица Лий е неоготическият стил, използването на готически грим и викториански стил на обличане. Тя също така създава дизайна на дрехите, които облича, включително тези, които носи във видеоклипа на „Going Under“. В личния си живот тя предпочита да бъде обикновено момиче и носи съвсем обикновени дрехи и грим.
Като малка Ейми няма много приятели. На няколко пъти има съвместен живот с Бен Муди, като се предполага, че краят на връзката им е подтикнала неговото внезапно оттегляне от групата в Германия през октомври 2003 година. След това има връзка с Шон Моргън, вокалист и соло китарист на групата Сийтър. Ейми има връзка с дългогодишния си приятел Джош. По информация от самата певица, песента „Bring Me To Life“ от Fallen, и песента „Good Enough“ от The Open Door са написани за него.

## Други проекти и благотворителност
През 2003 г. записва за саундтрака на филма Подземен свят, но по стечение на обстоятелствата нейният глас никога не бива използван в този албум. През същата година изпълнява беквокалите на песента 'Missing You'(от албума Believe) на групата Big Dismal.
През 2004 г. прави дует с група Сийтър. Песента Broken (от албума на Сийтър – Disclaimer II) е пусната като сингъл и може да бъде намерена към саундтрака на филма Наказателят.
През 2005 г. става лице на фондацията за епилепсия. Причините за нейното избиране е по-малкият ѝ брат – Роби, който е болен от епилепсия. Фондацията стартира кампанията „Извън сенките“, която има за цел обикновените хора да осъзнаят последиците от тази зловеща болест и окуражаването на хората да не дискриминират болните от нея.
През същата година Ейми пише една песен за филма „Хрониките на Нарния: Лъвът, вещицата и гардеробът“, но песента не е включена във филма, понеже според Уолт Дисни била прекалено мрачна.
През 2006 г. участва във видеоклипа на изпълнителя Джони Кеш – God’s Gonna Cut You Down, където се появява само за малко и е облечена в черна рокля.

## Личен живот
Ейми Лий е омъжена за терапевта Джош Харцлер от 2008 г., а двамата се сгодяват през 2007 г. На 18 януари 2014 г. тя обявява в Туитър акаунта си, че заедно с Джош чакат първото си дете. Лий не уточнява нито в кой месец е нейната бременност, нито абсолютно никакви подробности. Първото дете на двойката, Джак Лайън, е родено на 24 юли 2014 г.

## Дискография

### C Еванесънс
Студийни албуми
- Fallen (4 март, 2003)
- The Open Door (3 октомври, 2006)
- Evanescence (11 октомври, 2011)

Лайв албуми
- Anywhere but Home (23 ноември, 2004)

Демо албуми
- Origin (4 ноември, 2000)

ЕP-та
- Evanescence EP (декември, 1998)
- Sound Asleep EP (август, 1999)
- Mystary EP (януари, 2003)

Компилации
- Ultimate Collection Box Set (18 ноември, 2016)

### Като солистка
Студийни албуми
- „Dream too much“ (30 септември, 2016)

Саундтрак албум
- „Aftermath“ (25 август, 2014) (c Дейв Егър)

ЕP-та
- „Recover, Vol. 1“ (19 февруари, 2016)

Сингли
- „Love Exists“ (10 февруари, 2017)
- „Speak to me“ (17 март, 2017)

Дуети
- Дейвид Ходжес заедно с Ейми Лий – „Breathe“ – The Summit Church: Summit Worship (2000)
- Дейвид Ходжес заедно с Ейми Лий – „Fall Into You“ (2000, неиздавано)
- Big Dismal заедно с Ейми Лий – „Missing You“ – Believe (2003)
- Seether заедно с Ейми Лий – „Broken“ – Disclaimer II (2004) и Саундтракът на The Punisher (2004)
- Корн заедно с Ейми Лий – „Freak on a Leash“ – MTV Unplugged: Korn (2007)